# 中国科学院过程工程研究所

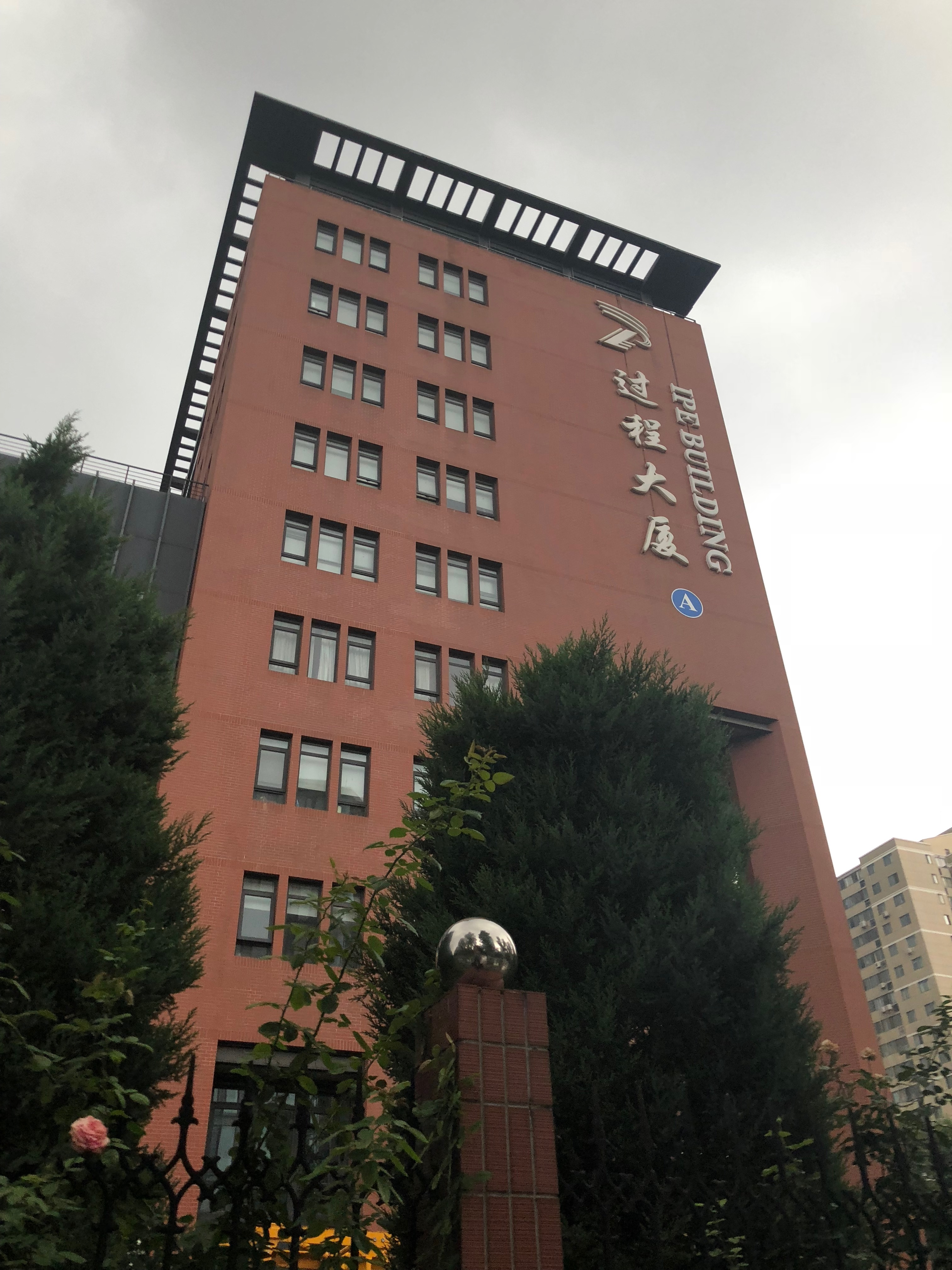
过程大厦，位于北京市海淀区成府路

中国科学院过程工程研究所是中国科学院下属研究机构之一，位于北京，简称过程所。过程所前身是1958年成立的中国科学院化工冶金研究所。2001年更为现名。
过程所有中国科学院院士4人、中国工程院院士1人。
过程所设有化学工程和环境科学与工程技术2个一级学科以及材料学1个二级学科博士/硕士研究生培养点，并设有2个一级学科博士后流动站。
中国颗粒学会及中国化工学会离子液体专业委员会挂靠过程所。过程所主办《过程工程学报》、PARTICUOLOGY（颗粒学报）和《计算机与应用化学》三个学术期刊。